# Chet (album)
Chet – album trębacza jazzowego Cheta Bakera, nagrany 30 grudnia 1958 i 19 stycznia 1959, wydany w 1959 roku przez wytwórnię Riverside Records (RLP 12-299).

## Tytuły
| Chet – 1958 | Chet – 1958                         | Chet – 1958                                  | Chet – 1958 |
| Nr          | Tytuł utworu                        | Oryginalny tytuł                             | Długość     |
| ----------- | ----------------------------------- | -------------------------------------------- | ----------- |
| 1.          | „Alone Together”                    | Howard Dietz, Arthur Schwartz                | 6:52        |
| 2.          | „How Hight The Moon”                | Nancy Hamilton, Morgan Lewis                 | 3:36        |
| 3.          | „It Never Entered My Mind”          | Lorenz Hart, Richard Rodgers                 | 4:41        |
| 4.          | „Tis Autumn”                        | Henry Nemo                                   | 5:18        |
| 5.          | „If You Could See Me Now”           | Tadd Dameron, Carl Sigman                    | 5:17        |
| 6.          | „September Song”                    | Kurt Weill, Maxwell Anderson                 | 3:05        |
| 7.          | „You'd Be So Nice to Come Home To”  | Cole Porter                                  | 4:33        |
| 8.          | „Time on My Hands (You in My Arms)” | Harold Adamson, Mack Gordon, Vincent Youmans | 4:33        |
| 9.          | „You and the Night and the Music”   | Howard Dietz, Arthur Schwartz                | 4:06        |
| 10.         | „Early Morning Mood”                | Chet Baker                                   | 9:02        |
|             |                                     |                                              | 51:03       |

Na oryginalnym longplayu nie było tytułu Early Morning Mood alias Early Morning Blues. Jest to blues przypisany Bakerowi, prawdopodobnie całkowicie zaimprowizowany podczas sesji nagraniowej.

## Muzycy
- Chet Baker - trąbka
- Herbie Mann - flet poprzeczny (ścieżki 1, 4, 9 & 10)
- Pepper Adams - saksofon barytonowy (ścieżki  1-5, 6 & 8-10)
- Bill Evans - fortepian (ścieżki  1-5 & 7-10)
- Kenny Burrell - gitara (ścieżki  1-7, 9 & 10)
- Paul Chambers - kontrabas
- Connie Kay - perkusja (ścieżki 1-3, 5-7)

Phillip Joe Jones - perkusja (ścieżki 4,8-10)